# (R)-パントラクトンデヒドロゲナーゼ (フラビン)
(R)-パントラクトンデヒドロゲナーゼ (フラビン)（(R)-pantolactone dehydrogenase (flavin)）は、次の化学反応を触媒する酸化還元酵素である。
(R)-パントラクトン + 受容体 {\displaystyle \rightleftharpoons } 2-デヒドロパントラクトン + 還元型受容体
反応式の通り、この酵素の基質は(R)-パントラクトンと受容体、生成物は2-デヒドロパントラクトンと還元型受容体である。
組織名は(R)-pantolactone:acceptor oxidoreductase (flavin-containing)で、別名に2-dehydropantolactone reductase (flavin), 2-dehydropantoyl-lactone reductase (flavin), (R)-pantoyllactone dehydrogenase (flavin)がある。